# 1371
Évszázadok: 13. század – 14. század – 15. század
Évtizedek: 1320-as évek – 1330-as évek – 1340-es évek – 1350-es évek – 1360-as évek – 1370-es évek – 1380-as évek – 1390-es évek – 1400-as évek – 1410-es évek – 1420-as évek
Évek: 1366 – 1367 – 1368 – 1369 –  1370 – 1371 – 1372 – 1373 – 1374 – 1375 – 1376

## Események

### Határozott dátumú események
- február 22. – II. Róbert skót király trónra lépése. (1390-ig uralkodik.)

### Határozatlan dátumú események
- Először lépi át Magyarország határát török sereg. (I. Lajos király keresztes hadjáratra készül ellenük, de a Velencével kiéleződött helyzet miatt ez elmarad.)
- A pápai államhoz tartozó Perugiában kitör a gyapjúszövők felkelése, amit hamarosan Siena gyapjúkártolóinak a megmozdulása követ.[1]

## Születések
- május 28. – I. János burgundi herceg „a rettenthetetlen” († 1419)
- IV. Lipót osztrák herceg, Tirol és Vorarlberg régense, Ausztria kormányzója († 1411)

## Halálozások
- február 22. – II. Dávid skót király (* 1324)